# Orthophytum vidaliorum
Orthophytum vidaliorum är en gräsväxtart som beskrevs av O.B.C.Ribeiro och C.C.Paula. Orthophytum vidaliorum ingår i släktet Orthophytum och familjen Bromeliaceae. Inga underarter finns listade i Catalogue of Life.